# 阿泰爾·伊本·拉阿哈德
阿泰爾·伊本·拉阿哈德（阿拉伯语：الطائر ابن لأحد）是在電子遊戲《刺客教條系列》中登場的虛構人物，一名活躍於第三次十字軍東征前後，隸屬敍利亞刺客組織（阿薩辛派）之刺客。
本角色在2008年被選為Xbox最佳角色，2009年在「最難忘的殺手」名單中排名第一，2011年被金氏世界紀錄排名為第一頂級的電子遊戲角色。

## 名字
「Altaïr」分成三個音節「A-ta-ir(i要單獨念/aɪ/」在阿拉伯語有「飛行者」、「祈禱的鳥」之意；「Ibn-LaʼAhad」則意為「天選之子」。

## 生平
阿泰爾（1165年1月11日-1257年8月12日）雙親皆是刺客，母親因難產而死，父親在阿泰爾11歲時被薩拉森人殺死，原因是另一名刺客阿瑪德·索非恩（Ahmad Sofian）受嚴刑逼供而供出了其名字，此事使阿瑪德認為自己要為此負責，其後在向阿泰爾道歉後自殺。由於阿泰爾與阿瑪德之子阿巴斯·索非恩（Abbas Sofian）將一同接受訓練，刺客組織的導師拉希德丁·锡南（Rashid ad-Din Sinan）獲悉此事後著阿泰爾把此事保密，但阿泰爾最終決定向阿巴斯道出真相；以父親為榮的阿巴斯認為阿泰爾說謊並對後者懷有強烈憎恨，二人關係從此自朋友變成敵人。
刺客組織在阿泰爾24歲時受宿敵聖殿騎士團圍攻，拉希德丁與數人被劫持，阿泰爾在阿巴斯認為應撤退下獨自救出所有人質並成功刺殺策劃是次圍攻之臥底聖殿騎士。拉希德丁事後把阿泰爾提升至刺客大師之等級。1191年第三次十字軍東征時期，阿泰爾奉命與另外兩名刺客到所羅門聖殿尋找一個古代遺物，其過度自信使任務失敗，不但被聖殿騎士團阻止且違背了三大刺客教條－不殺無辜、不暴露行蹤、不連累刺客組織。於回到刺客組織位於馬西亞夫的堡壘後，拉希德丁把阿泰爾降至最低級別，同時命其刺殺九名位於聖地（耶路撒冷、大馬士革、阿卡）內的騎士團重要人物以作贖罪，並為十字軍及撒拉森勢力之間帶來和平。阿泰爾成功刺殺最後的目標－聖殿騎士團大團長後卻獲悉拉希德丁乃一名聖殿騎士，因企圖獨佔該遺物而派遣阿泰爾刺殺眾人，阿泰爾隨即返回馬西亞夫並從拉希德丁了解真相：該遺物屬於人類以前的「第一文明（First Civilization）」（ 又稱「先行者（Those Who Came Before）」），名為「伊甸碎片」（Piece of Eden）或「蘋果」（The Apple），能控制人類思想及造出幻覺（包括各種超自然現象）。拉希德丁手持碎片與阿泰爾展開戰鬥，阿泰爾把各幻術擊破後刺殺拉希德丁，碎片滾落在地並投射出全世界其餘碎片所在地的立體影像。為免碎片把拉希德丁復活，阿泰爾在眾人（包括阿巴斯）反對下把遺體火化，阿巴斯在阿泰爾分神之際奪去了碎片，阿泰爾趕及在碎片力量危及阿巴斯生命前把他擊敗並奪回碎片，其後贏得眾人支持成為新任刺客組織的導師。事後阿泰爾開始寫下其生平輯錄成冊（Codex），研發更多刺殺方式，以及改善組織標誌武器「袖劍」（Hidden Blade）之設計使配戴者不必切除無名指也能使用。
1217年成吉思汗向西方征討，阿泰爾偕同妻子瑪利亞（Maria Thorpe）與長子達里姆（Darim Ibn-La'Ahad）前往蒙古，次子塞夫（Sef Ibn-La'Ahad）及其家人留在馬西亞夫，刺客組織由阿泰爾之左右手馬利克（Malik Al-Sayf）代掌。在蒙古刺客高曲蘭（Qulan Gal）協助下，阿泰爾及達里姆成功刺殺成吉思汗，但在1228年回到馬西亞夫後發現刺客組織已衰落並受阿巴斯控制，馬利克已被囚禁，而阿巴斯則聲稱塞夫在發現馬利克欲掌握刺客組織後被後者所殺。阿泰爾潛進位於組織地下之監獄救出馬利克，並獲悉阿巴斯在約兩年前發動了叛變，把塞夫殺死並把罪名推往馬利克。阿泰爾與瑪利亞前往與阿巴斯對質（馬利克在此期間被殺），並在後者要求下交出碎片。被阿巴斯命令前往拿碎片的刺客此時告訴阿泰爾其二子在死前被告知是阿泰爾下達死刑命令，阿泰爾於憤怒下發動碎片力量向該刺客施行酷刑，瑪利亞欲阻止但於混亂中被殺，阿泰爾把該刺客殺死後與達里姆逃離馬西亞夫。
1247年阿泰爾重回馬西亞夫並以其新發明之「袖槍」（Hidden Gun）射殺阿巴斯，重新成為刺客組織的導師，重振組織期間亦開始於組織堡壘地下興建一圖書館以收藏所有從伊甸碎片處獲得的知識。
1257年馬西亞夫遭受蒙古進攻，阿泰爾決定把組織解散，使刺客能遍佈全世界並成立更多刺客兄弟會，同時把其生平記錄交給威尼斯探險家尼科洛·波罗及马费奥·波罗。8月12日阿泰爾於確定所有圖書已被清空，全部刺客也已離去後與達里姆道別，帶同碎片反鎖於圖書館內逝世，享嵩壽92歲。

## 裝備和技能
裝備
袖劍
刺客的標誌性武器，劍刃平時可藏匿在手腕的護甲當中，在需要時可不引人注目的發動機關將其彈出與收回，是暗殺的絕佳利器。
由於是舊式袖劍，使用前必須割除雙手其中一隻手的無名指（阿泰爾割除了左手的無名指）。
袖槍
阿泰爾利用從伊甸蘋果中得到的知識發明的枪械，是安裝在袖劍上的附屬武器。
伊甸碎片
伊甸蘋果
阿泰爾刺殺拉希德丁後所得到的伊甸蘋果，後由阿泰爾負責保管。
技能
鷹眼視覺

## 傳承和遗产
阿泰爾在吸收了伊甸蘋果的知識後，開始對刺客的標誌性武器袖劍做出針對性的改良，以往的袖劍都必須要先切除無名指才能使用，否則也會在使用時傷到自己，除此之外也會因為失去無名指的特徵而很容易被辨認出刺客的身分，改良後的袖劍刀刃伸出的位置被移到中指下方，也增加了刺客隱密身分的成功率。
於接掌刺客組織後，阿泰爾也廢除了過去組織不使用毒藥的規定，並把刺客組織分散到世界各地，好讓自由的理念在各地開花結果。
阿泰爾·伊本·拉阿哈德的手札
阿泰爾將從伊甸蘋果中得到的知識寫成一本手札，這使之後的刺客如埃奇歐等能利用上面的知識製造出新的武器，其中也秘密記載了先行者神殿的位置。
阿泰爾的護甲
阿泰爾利用伊甸蘋果中的知識所打造的護甲，具有永不破損的性能。在阿泰爾過世後，護甲被移放到奧狄托雷別墅的密室中，並由六道鑰匙鎖住。最後該護甲被埃奇歐取得。
阿泰爾帶著伊甸碎片反鎖在圖書館裡過世後，艾吉奥·奥迪托雷·达·佛罗伦萨於《刺客教條：啟示錄》裡發現了反鎖在密室圖書館裡的阿泰爾的遺骸以及第六個封印，埃奇歐以此契機意識到自己是歷史的傳聲筒，連接過去與未來。自己已經完成任務，終可脫離刺客身份，轉而託付具備阿泰爾和埃奇歐血緣的後代戴斯蒙·邁爾斯替其及阿泰爾尋找他們窮其一生所找出的問題的所有答案。

## 角色評價
各評論普遍給予正面評價。阿泰爾於時代報2008年的史上最佳Xbox角色排行榜中獲第四名，報章表示並非所有人鍾愛《刺客教條》系列，但他們絕對敬重其主角，如果阿泰爾登場的遊戲均能像他般精美，他們對系列的意見也會大大不同；阿泰爾在健力士世界紀錄遊戲玩家版2011年最受歡迎遊戲角色排行榜中名列24，也被Game Informer讀者投票選為2000年代第九大遊戲角色。
GamesRadar成員麥可·雷帕拉斯（Mikel Reparaz）於2008年把阿泰爾列為遊戲界中第六大刺客，表示角色除了擁有有型的才能也令人信服，從一開始過度自信逐漸變得高尚和無私，甚至開始審視自己的行為是否合乎道德，這是其他登上排行榜的刺客甚少會做的事；IGN成員謝西·舒典（Jesse Schedeen）於同年把阿泰爾評為終極的格鬥遊戲中其中一位應有角色，表示他的真實感和技能比《波斯王子》系列的主角優勝；英國時尚雜誌男人幫於2009年把阿泰爾選為遊戲界中最難忘的殺手之一；雖然阿泰爾在Game Informer三十大10年度遊戲角色選擇中落選，其成員認為他值得入選，當中喬·朱巴（Joe Juba）表示阿泰爾的成名與《刺客教條II》主角埃奇歐（Ezio）同樣富有戲劇性和精彩，只是其轉變過程沒有在遊戲畫面上出現。
阿泰爾聲優菲力·沙巴斯（Philip Shahbaz）的表現普遍獲負面評價，其美國口音更招來批評。IGN成員希拉莉·高斯坦（Hilary Goldstein）在其《刺客教條》評論中表示聲優的演出極差，特別是美國口音聽起來像是社區劇院內的試演；ZT Game Domain成員祖兒·古亞卡姆（Joey Guacamole）在其評論中作出相近評價，表示聲優的演出是近期最差的配音之一；GameSpot成員凱文·梵柯（Kevin VanOrd）對聲優的批評較溫和，表示其演出可以接受但相比遊戲內其他聲優較差。部分評論也批評角色背景沒有在系列首作公開，GameSpy成員威爾·突圖（Will Tuttle）表示相對《刺客教條II》主角，阿泰爾是無容置異地厲害，但因缺乏背景或行為動機而不容易被玩家喜愛；IGN一次讀者投票中把阿泰爾列為第九大評分過高之遊戲角色，認為他沒有深度和特色。